# 標準太陽模型
標準太陽模型（英語：Standard Solar Model，SSM）是借助於數學模型處理的球形氣體太陽（在不同狀態的電離，在內部深層的氫被完全電離成為電漿）。這個模型從技術上說是球對稱的一顆準靜態恆星模型，描述恆星結構的幾個微分方程都源自於物理的基本原則。這個模型受到邊界條件（即亮度、半徑、年齡和構造）的約束。太陽的年齡不能直接測量；一種方法是從最老的隕石年齡，和太陽系演化的模型來估計。现在太陽光球层中氢的质量占74.9%，氦占23.8%。其它所有更重的元素，在天文學都稱為金屬，只佔不到2%的質量。SSM用於測算恆星演化理論的有效性。事實上，唯一能確定恆星演化模形的只有兩個自由參數：氦豐度和混合長度（使用於太陽的對流），都要調整SSM以適合觀測到的太陽。
一顆恆星在零歲（原恆星）時被假設有著均勻的組成，並且大部分是從核反應剛剛開始才輻射出光（這樣是忽略氣體和塵埃的收縮期）。要獲得SSM，一個1太陽質量的零歲恆星模型是演化數值到太陽的年齡。零歲太陽的元素豐度是從最古老的隕石來估計的。依據這個豐度的資訊，合理的猜測零歲亮度（例如，現今太陽的亮度），然後由一個疊代程式轉換成模型中正確的數值，假設恆星是在穩態，經由恆星結構的數值方程式求解計算模型的溫度、壓力與密度。這個模型然後以數值展開到現在的太陽年齡。來自太陽亮度、表面豐度等測量上的任何差異，都可以用來改善模型。例如，從太陽形成之後，氦和重元素穩定的從光球向外擴散，結果是現在的光球含有的氦和重元素是原來的87%；原恆星的太陽光球则由71.1%的氫，27.4%的氦和1.5%的金屬组成。測量重元素的穩定擴散需要更精確的模型。

## 恒星結構方程的數值模型
恆星結構的微分方程，像是流體靜力平衡方程式，是數值的積分。差分方程非常接近微分方程，恆星要使用狀態方程式以有限的步驟推測球對稱殼層和數值積分，給與壓力、不透明度和能量滋生率，以及密度、溫度和組成等項目。’

## 太陽的演化
在太陽核心的核反應改變了它的組成，通過質子-質子鏈反應和碳氮氧循環 (在大質量恆星中佔的比例比太陽高) 將氫原子核轉換成為氦原子核。這將減少在太陽核心的平均分子量，有助於壓力的減少。但這樣的發生不能取代核心的收縮。依據維里定律收縮時釋放的重力位能有一半用於提高核心的溫度，另外一半則輻射掉了。依據理想氣體定律這增加的溫度也會使壓力增加，並恢復流體靜力平衡的平衡。當太陽的溫度上升時太陽的亮度也會增加，核反應的速率也會加快。外層膨脹以補償溫度和壓力梯度的增加，所以半徑也會增加。
沒有恆星是完全穩定的，但是恆星可以在主序帶 (核心燃燒氫) 停留很長的時間，以太陽為例，它已經在主序帶逗留了46億年，並且要再過65億年才會成為紅巨星，在主序帶上的生命期大約是1010年 (100億年)，因此穩態假設是一個很好的近似。為簡化起見，除了亮度梯度方持程式例外，恆星的結構方程式被寫成與時間無關的形式：
{\displaystyle {\frac {dL}{dr}}=4\pi r^{2}\rho \left(\epsilon -\epsilon _{\nu }\right)}
此處的L是亮度，ε是每單位質量的核能滋生率，還有εν 是由微中子輻射的亮度 (參見下文)。太陽緩慢的在主序帶上發展，然後確實的進行核種的變化 (主要是消耗氫和製造氦)。各種不同核反應的速率是由高能粒子物理實驗來估計，這被推斷回較低的恆星能量 (太陽燃燒氫是緩慢的)。從歷史上看，在恆星模型中最大的錯誤來源之一是錯估核反應的速率。電腦已經被用來計算各種不同核種的豐度 (通常使用質量百分比)。一個特定的核種有生產率和破壞率，兩著都需要隨著時間的推移計算，並在不同的溫度和密度條件下計算其豐度。因為有許多的核種，電腦的反應網路必須持續的追蹤所有各種不同核種豐度。依據羅素-沃克定理，質量和化學組成結構是唯一可以斷定恆星半徑、光度和內部結構，以及其後續的演化 (儘管這個"定理"只適用於恆星演化緩慢而穩定的階段，並確定不適用於轉換階段和快速演化階段)。隨著時間的推移，有關核種豐度的資訊，連同狀態方程式的數值解，都要充分考慮足夠短時間內的增量和使用疊代來發現每個階段、每顆恆星獨特的內部結構。

## 標準太陽模型的目的
SSM有兩個目的：
- 強制恆星模型在太陽的年齡上有正確的亮度和半徑，以提供氦豐度和混合長度參數的估計，
- 它提供一種方法對更複雜的模型殼外的物理量，像是自轉、磁場和擴散，或進一步處理對流，像是湍流的造型、和對流溢流作評估。

像粒子物理的標準模型和標準宇宙模型，SSM隨著時間 改變以回應新的理論或實驗物理的發現。

## 太陽的能量輸送
如太陽條目所述，太陽有一個輻射的核心和一個對流的外層。在核心，由於核反應產生的發光度由輻射往外傳輸到外層。然而，在外層的溫度梯度是如此之大，輻射無法傳輸足夠的能量。結果是，當熱柱攜帶著熱物質到表面 (光球)，引發了熱對流。一旦這些物質變涼，就會離開表面，它向下沉降回到對流區的基地，從輻射區域的頂部接收更多的能量。
在太陽模型中，如同恆星結構所述的考濾密度 {\displaystyle \scriptstyle \rho (r)}、溫度 T(r)、總壓力 (物質加上輻射) 和在距離為r，厚度為dr的薄球殼中單位質量的能量替換率ε(r)。
輻射傳輸的能量是由輻射溫度梯度方程式來描述： 
{\displaystyle {{\mbox{d}}T \over {\mbox{d}}r}=-{3\kappa \rho l \over 64\pi r^{2}\sigma T^{3}},}
此處κ是物質的不透明度，σ是史特凡—波茲曼常數，並且波茲曼常數被設定為1。
使用混合長度理論描述對流進行和相對應的溫度梯度方程式 (絕熱對流) 是： 
{\displaystyle {{\mbox{d}}T \over {\mbox{d}}r}=\left(1-{1 \over \gamma }\right){T \over P}{{\mbox{d}}P \over {\mbox{d}}r},}
此處，γ= cp / cv是絕熱指數，是氣體比熱的比率 (對完全電離的理想氣體，γ= 5/3。）接近太陽對流區的基地，對流是絕熱的，但是接近太陽的表面，對流不是絕熱的。

## 近表面對流的模擬
經由三度空間和與時間相關的流體動力學的模擬，和考慮到大氣中的輻射轉移，可以更實際的說明對流層最上面的部分。這種模擬成功的再現了在太陽表面觀測到的米粒組織結構。在太陽輻射光譜的詳細設定檔案中，無須使用湍流的參數化模型。模擬只涵蓋了太陽半徑中很小比例的部分，要建構包括太陽一般性的模型顯然會太過耗時。通過一個以平均混合長度為基礎，在部分的對流層中建立絕熱的外推模型說明，表明模擬預測的絕熱如同來自流體動力學的推斷，在實質上包括了對流層的深處。以接近對流層表面，包括湍流壓力和動能影響的數質模擬，一個延伸的混合長度理論已經發展起來。
這一部分是由克里斯滕森-達爾斯高的流體動力學回顧第四章改寫的。

## 狀態方程式
恒星結構的微分方程數值解要求狀態方程式的壓力、不透明度和能源的生成率，如同恒星結構中敘述的，與密度、溫度和組成的改變相關聯。

## 日震學
日震學是研究在太陽的震波，通過這些波在太陽上傳遞時的變化，揭示太陽內部的結構，並允許天文物理學家發展極為詳細的太陽內部剖面的條件。特別是，可以測量的太陽外圍對流層區域，為太陽核心的資訊提供了一種方法，獨立於使用最古老的隕石推算太陽年齡之外，使用SSM計算太陽的年齡。這是另一個如何淬煉SSM的例子。

## 微中子產量
在太陽，氫以幾種不同的交互作用融合成氦。絕大多數的微中子是經由質子-質子鏈反應產生的，在這個過程中，4個質子結合產生2個質子、2個中子、2個正電子和2個電微中子。在碳氮氧循環的過程也會產生微中子，但在太陽中所佔的比重不大，不如在其他的恆星中那麼重要。
在太陽，大部分的微中子來自質子-質子鏈的第一步，但他門的能量非常低 (<0.425 MeV)。它們很難被發現，在質子-質子鏈罕見產生硼-8的分支上，微中子的能量最大，大約是15MeV，而這是最容易檢測到的。在質子-質子鏈中非常罕見的交互作用能產生"hep"微中子，是預測太陽所能產生能量最高的微中子，它們的最大能量約為18MeV。
上文所述的交互作用產生微中子的能量光譜。7Be的電子捕獲能產生的微中子能量不是大約0.862 MeV (~90%) 就是0.384 MeV (~10%)。

## 微中子檢測
微中子與其他粒子的交互作用微弱，意味著在核心產生的微中子大多數可以一路穿過太陽而不會被吸收。因此，通過檢測這些微中子就有可能直接觀測太陽的核心。

## 外部連結
- Description of the SSM  by David Guenther
- Solar Models: An Historical Overview by John N. Bahcall （页面存档备份，存于）